# Драконы осенних сумерек
«Драконы осенних сумерек» (англ. «Dragons of Autumn Twilight») — первая книга из цикла Dragonlance, написанная создателями сеттинга «Dungeons&Dragons» - Маргарет Уэйс и Трейси Хикман. Это первый том трилогии "Хроники Копья". Книга состоит из вступления «Песни о Драконе», пролога «Старец», «Книги первой» состоящей из 22 глав, «Книги второй» состоящей из 15 глав, эпилога «Свадьба» и «Песни о Хуме».

## Аннотация
Затерянный во Времени и Пространстве волшебный мир Кринна постигла страшная беда – нашествие не знающих жалости драконидов. Сквозь тайные Врата Миров на цветущие долины и мирные селения обрушилась беспощадная армия Тьмы. Компания старых друзей, вновь повстречавшихся после пятилетней разлуки, решает собственными силами сразиться с порождениями бездны. Где отыскать уязвимое место Повелителей ночи? Как спасти Кринн, когда в пасмурном небе кружат Драконы Осенних Сумерек?

## Сюжет

### Книга Первая.
Шестеро друзей (Танис Полуэльф, Флинт Огненный Горн, Тассельхоф Непоседа, Карамон и Рейстлин Маджере и Стурм Светлый меч) встречаются после пятилетней разлуки в таверне "Последний Приют" в маленьком городке Утеха. Пришедшие со Стурмом варвары из племени Кве-Шу - Речной Ветер и Золотая Луна — хранительница волшебного голубого жезла — ввязались в конфликт с главой новой религии в Утехе - Высоким Теократом Хедериком. Компания друзей не осталась в стороне, и вынуждена была бежать из города. Это стало началом их приключений.
Они отправляются в Гавань, в надежде получить ответы о происхождении жезла у тамошних жрецов, однако столкновение с незнакомым и пугающим врагом - драконидами, вынуждает их сменить направление и пройти через Омрачённый лес. Ночью они встречаются с призраками - единственными обитателями этого места, Рейстлин спасает отряд от духов и выводит прочь из леса. Встретившие их на опушке леса кентавры приводят их к Хозяйке леса - единорогу, которая сообщает друзьям, куда должен лежать дальше их путь. В Кзак Царот, город, разрушенный ещё во времена Катаклизма. Там они смогут получить некий "величайший дар", который поможет им справиться с армиями драконидов.
Пегасы, вызванные им на помощь Хозяйкой Леса, должны были доставить друзей к горам, максимально близко к Кзак Цароту. Однако пробудившееся неведомое зло не позволило им лететь до конца, и они высадили друзей на равнинах, недалеко от деревни Золотой Луны и Речного Ветра. К сожалению, деревня оказалась сожжена драконидами дотла, а большая часть жителей убита. Здесь же друзья узнали, что это сделано по приказу повелителя Верминаарда.
Древняя дорога привела компанию путешественников к топкому болоту, где они попадают в засаду драконидов и становятся их пленниками. На этот раз всех спасают Тассельхоф и Флинт, сумевшие избегнуть плена. Тассельхоф забирается внутрь гигантской деревянной статуи дракона, которой поклонялись дракониды, и заставляет врагов отпустить его друзей. Герои благополучно добираются до Кзак Царота, но на их пути встаёт новое препятствие в виде ожившей легенды - чёрной драконицы Хисант (Оникс). Речной Ветер попадает под её пламя и едва не погибает, однако его спасает Золотая Луна. Она обнаруживает в развалинах Кзак Царота храм, посвящённый светлой богине-целительнице Мишакаль. Богиня раскрывает ей истину: Боги вернулись в Кринн, как светлые, так и тёмные, и предназначение Золотой Луны - донести эту истину до людей, вернуть им веру в Богов. Под храмом, в руинах Кзак Царота хранятся Диски Мишакаль, которые хранят в себе откровения, призванные вернуть людям веру. Друзьям необходимо любыми путями достать эти диски.
Друзья отправляются в путь в глубины Кзак Царота. Благодаря чарам Рейстлина они обзаводятся проводником - овражной гномкой Бупу. Она привязывается к магу и проводит их тайными путями в логово драконицы, где хранятся диски. Однако у Рейстлина есть в этом месте и свой интерес. Он находит книгу, принадлежащую древнему чёрному магу Фистандантилусу. Спасая друзей, Золотая Луна жертвует своей жизнью и убивает драконицу, однако позже магия богини Мишакаль возвращает её к жизни. Друзья решают вернуться в Утеху, где они смогут передохнуть и подумать, что делать дальше. Но на подходе к дому они видят поднимающиеся над ним столбы дыма...

### Книга Вторая.
Вернувшиеся герои обнаруживают, что Утеха была захвачена драконидами. Придя в таверну "Последний приют", откуда они начали своё путешествие, они встречаются с официанткой - Тикой Вейлан, которая рассказывает им о печальной судьбе большинства жителей, и эльфом Гилтанасом - названным братом Таниса и принцем Квалинести. Защищая его от драконидов, друзья раскрывают себя и попадают в плен к драконидам и их главнокомандующему - хобгоблину Младшему Командиру Тоэду. Их отправляют с караваном рабов в рудники Пакс Таркаса. Вместе с друзьями оказывается Тика с Гилтанасом и утехинский кузнец Терос Железодел, а позже к ним присоединяется сумасшедший старик-маг Фисбен.
Когда они проезжали через лес, примыкавший к Квалинести, группа эльфов пришла им на помощь. Благодаря Фисбену и овражному гному Сестану они выбираются из клетки и сталкиваются с Портиосом - старшим братом Гилтанаса. Эльфы перепровожают их в Квалиност - столицу Квалинести. Здесь герои находят приют, а Танис встречает Лоранталасу - дочь Беседующего-с-Солнцем, правителя эльфов, и девушку, в которую он когда-то был без ума влюблён. После длительного совещания, друзья решают отправиться в Пакс Таркас, чтобы освободить рабов. Вместе с ними в путешествие отправляется Гилтанас, который знает тайный путь в рудники, и Фисбен. Недалеко от Квалиноста они сталкиваются с человеком по имени Эбен. Он и его отряд выслеживали драконидов, однако попали в ловушку, и Эбен единственный выжил. Он присоединяется к друзьям на пути в Пакс Таркас.
Чем ближе к рудникам, тем больше Таниса и его друзей охватывают сомнения. Они подозревают, что среди них предатель, но не могут решить, кто это - Гилтанас или Эбен. Вдобавок, кто-то идёт за ними следом от самого Квалинести. Однако путешественники успешно добираются до цели путешествия - Сла-Мори, где по легендам располагалась усыпальница Кит-Канана - эльфийского правителя и основателя Квалинести. В результате короткого боя с гигантским слизнем, Танис получает новый меч, и выясняется, что их преследователем была Лорана. Девушка увязывается следом за друзьями.
В конце концов друзья добираются до Пакс Таркаса, и тут их пути разделяются. Столкнувшись в Цепной комнате с призраком, они теряют Тассельхофа и Фисбена. Кендер и маг заблудились и попали в покои Повелителя Верминаарда, где узнали наконец предателя. Им оказался спасённый ими человек - Эбен. А в это время оставшиеся путешественники продумывали хитрый план, который должен был помочь им спасти пленников. Переодевшись в женское платье, они планировали спасти детей, которых содержали вместе с одним из двух драконов - старой Матафлер (Пламенеющей). По пути Золотая Луна встретила и исцелила одного из жрецов Высоких Искателей - Элистана.
Друзьям удалось спасти детей и женщин от безумной драконицы. Они подняли восстание среди рабов и сумели вывести их из рудников. Танис и Стурм пытались разделаться с предателем Эбеном, однако тот погиб под завалом вместе с Беремом, человеком с зелёным камнем в груди. Преследуя Тассельхофа и Фисбена, дракон Пирос пережигает пламенем цепь защитного механизма крепости, который запечатывает ворота упавшими глыбами камня, заперев внутри армию правителя Верминаарда. Фисбен погибает во время падения с цепи защитного механизма. Драконица Матафлер, неожиданно появившись, спасла людей от алого дракона Пироса, а Танис, Стурм, Речной Ветер и Золотая Луна покончили с Верминаардом.
Люди счастливо покинули Пакс Таркас и остановились на отдых в небольшой долине между гор. Речной Ветер и Золотая Луна сыграли свадьбу, а Танис Полуэльф задумался о том, что их приключения на этом точно не заканчиваются.

## Основные персонажи
- Танис Полуэльф — полуэльф, лидер главных героев.
- Рейстлин Маджере — молодой маг с подорванным здоровьем.
- Карамон Маджере — брат-близнец Рейстлина, сильный, но простоватый воин.
- Стурм Светлый Меч — сын соламнийского рыцаря, носящий оружие и доспехи отца.
- Тассельхоф Непоседа — кендер, клептоман и любитель приключений, как и большинство кендеров.
- Флинт Огненный Горн — гном-кузнец, друг Таниса.
- Лоранталаса Канан (Лорана) — принцесса эльфов Квалинести, влюблённая в Таниса.
- Золотая Луна — Дочь Вождя племени Кве-Шу, возлюбленная Речного Ветра.
- Речной Ветер — житель Равнин из племени Кве-Шу, возлюбленный Золотой луны.
- Тика Вейлан — приёмная дочь Отика, официантка в гостинице "Последний приют" в Утехе.
- Гилтанас Канан - брат Лораны, принц эльфов Квалинести.

## Второстепенные персонажи
- Высший теократ Хедерик - вредный и глупый религиозный лидер Утехи.
- Бупу - овражная гномка, помогшая героям в путешествии по Кзак Цароту.
- Фисбен - старый сумасшедший маг, отличавшийся странным поведением.
- Элистан - один из Высоких Искателей Утехи, впоследствии ставший первым жрецом Паладайна после Катаклизма.
- Отик - владелец таверны в Утехе, приёмный отец Тики.
- Сестан - овражный гном, бывший на побегушках у младшего командира Тоэда, помог сбежать из плена главным героям.

## Отрицательные персонажи
- Хисант (Оникс) - чёрная драконица, охранявшая в глубинах Кзак Царота священные Диски богини Мишакаль.
- Младший командир Тоэд - трусливый хобгоблин, захвативший в начале второй книги в плен главных героев.
- Эбен - прислужник Повелителя Верминаарда.
- Повелитель Верминаард - жрец Такхизис, командовавший её армиями, напавшими на Утеху.
- Пирос (Уголь) - алый дракон, служивший Верминаарду.
- Матафлер (Пламенеющая) - старая, полусумасшедшая драконица, потерявшая в последнюю войну всех своих драконят.

## Издания
- Впервые книга была издана в 1984 году.
- На русском языке произведение впервые было издано издательством «Северо-запад» в 1994 году. В 1996 году книгу переиздало издательство Азбука. В конце 2002 года книга была переиздана в новом оформлении.
- Все Российские издания:

| Издательство «Северо-Запад» Серия: «DragonLance / Сага о Копье» Книга: «Драконы осенних сумерек» Переплёт: Твёрдый Страниц: 512 Тираж: 100000 экз. Дата публикации: 1994                                                          |
| Издательство «Азбука» Серия: «DragonLance / Сага о Копье» Книга: «Драконы осенних сумерек» Переплёт: Твёрдый Дата публикации: 1996                                                                                                |
| Издательство «Максима» Серия: «DragonLance / Сага о Копье» Книга: «Драконы осенних сумерек» Переплёт: Твёрдый Страниц: 480 Тираж: 7000 экз. + 22000 экз.(Доп. тираж) Дата публикации: 2002                                        |
| Издательство «Максима» Серия: «Gold Collection» Книга: «Драконы осенних сумерек» Переплёт: Твёрдый Страниц: 576 Тираж: 7000 экз. Дата публикации: 2005                                                                            |
| Издательство: «Фантастика Книжный Клуб» Серия: «Dungeons & Dragons. Dragonlance» Книга: «Сага о Копье» (омнибус - Трилогия Хроник) Переплёт: Твёрдый Страниц: 1024 Тираж: 2500 экз. + 3000 экз. (доп.тираж) Дата публикации: 2016 |

## Экранизация
В 2008 году по мотивам книги был снят мультфильм Dragonlance: Драконы осенних сумерек.